# Gespaltene Wespenbiene
Die Gespaltene Wespenbiene (Nomada ruficornis, Syn.: Nomada bifida) ist eine Biene aus der Familie der Apidae. 

## Merkmale
Die Bienen haben eine Körperlänge von 9 bis 11 Millimeter (Weibchen) bzw. 7 bis 11 Millimeter (Männchen). Der Kopf und Thorax der Weibchen ist schwarz und rot gezeichnet. Die Tergite sind schwarz und teilweise gelb gefleckt. Die Mandibeln haben am Ende ein zusätzliches Zähnchen. Das Labrum ist rot und hat ein Zähnchen. Das dritte Fühlerglied ist deutlich kürzer als das vierte. Das stark gehöckerte Schildchen (Scutellum) ist rot. Die Schienen (Tibien) der Hinterbeine sind am Ende stumpf und haben ungefähr fünf lange, feine Dörnchen. Kopf und Thorax der Männchen ist schwarz und ist gelb gezeichnet. Die roten Tergite sind basal schwärzlich und haben große gelbe Flecken oder Binden. Die Mandibeln haben wie auch beim Weibchen am Ende ein zusätzliches Zähnchen. Das dritte Fühlerglied ist deutlich kürzer als das vierte. Das sichtlich gehöckerte Schildchen ist schwarz, bei manchen Individuen haben sie zwei kleine rote Punkte. Die Schienen der Hinterbeine sind am Ende stumpf und haben lange, feine Dörnchen, die auf Grund der dichten Behaarung nicht gut erkennbar sind.

## Vorkommen und Lebensweise
Die Art ist in Süd-, Mittel- und Nordeuropa verbreitet. Die Tiere fliegen von Anfang März bis Mitte August. Sie parasitieren in den Nestern von Andrena haemorrhoa.

## Belege
Felix Amiet, M. Herrmann, A. Müller, R. Neumeyer: Fauna Helvetica 20: Apidae 5. Centre Suisse de Cartographie de la Faune, 2007, ISBN 978-2-88414-032-4.